# Melvin Sheppard
Melvin Whinfield Sheppard, conocido como Mel Sheppard, (n. Almonesson Lake, Estados Unidos 1883 - f. Nueva York 1942) fue un atleta estadounidense, especialista en carreras de media distancia y ganador de cinco medallas olímpicas.

## Biografía
Nació el 5 de septiembre de 1883 en la ciudad de Almonesson Lake, población situada en el estado de Nueva Jersey.
Murió el 4 de enero de 1942 en su residencia de Queens, barrio situado en la ciudad de Nueva York.

## Carrera deportiva
Especialista en carreras de media distancia, participó en los Juegos Olímpicos de Londres 1908 realizados en Londres (Reino Unido), donde consiguió ganar la medalla de oro en las tres pruebas en las que participó: los 800 metros, donde estableció un nuevo récord del mundo con un tiempo de 1:52.8 segundos; los 1.500 metros, donde estableció un nuevo récord olímpico con un tiempo de 4:03.4 segundos, y los 1.600 metros relevos.
En los Juegos Olímpicos de 1912 realizados en Estocolmo (Suecia) consiguió ganar la medalla de oro en los relevos 4x400 metros, estableciendo el equipo estadounidense un nuevo récord del mundo con un tiempo de 3:16.6 segundos; y la medalla de plata en los 800 metros. Asimismo participó en los 400 metros, donde fue eliminado en semifinales, y los 1500 metros, donde todo llegar a la final no finalizó la carrera.